# 广窑
广窑有三种含义：
- 泛指广东地区的瓷窑
- 即广彩，讹为广窑
- 即石湾窑。在历史上石湾窑一共有三个：①宋、元、明、清时期的佛山石湾窑；②宋代阳江的石湾窑；③明代博罗的石湾窑。其中佛山石湾窑最为著名，明清两代盛极一时。